# Альфред Маршалл
Альфред Ма́ршалл (англ. Alfred Marshall, 26 липня 1842, Лондон — 13 липня 1924, Кембридж) — англійський економіст, лідер неокласичного напряму в економічній науці.

## Біографія
Народився в лондонському районі Бермондсі. Вчився в Ітоні і Кембриджському університеті, який закінчив в 1865 року; викладав математику в Кембриджі, політичну економію в університетському коледжі Брістоля, з 1885 по 1908 очолював кафедру політекономії в Кембриджському університеті.
Помер у себе удома в Кембриджі 13 липня 1924 року. Похований на приходському кладовищі кембриджської церкви.

## Наукова діяльність
Головним внеском Маршалла в економічну науку є з'єднання воєдино класичної теорії і маржиналізму, чим заклав основи сучасної мікроекономіки. Він вважає, що ринкова цінність товару визначається рівновагою граничної корисності товару і граничних витрат на його виробництво.
Обґрунтовуючи принцип економічної рівноваги, А. Маршалл увів в економічну науку категорію «рівноважної ціни», яка являє собою точку перетину кривої попиту (граничної корисності) і кривої пропозиції (граничних витрат). «Коли попит і пропозиція знаходяться у рівновазі, кількість товару, виробляємого в одиницю часу, можна назвати рівноважною кількістю, а ціну, за якою він продається, рівноважною ціною». Обидва ці фактори — складові ціни; корисність і витрати однаково значущі.
Маршаллу є автором таких понять як «еластичність попиту», «надлишок споживача».
А. Маршалл — засновник Кембриджської школи економіки. Курс «Економіка» він уперше читав в 1885 році.

## Графік попиту і пропозиції
Маршаллу належить авторство графічної моделі попиту і пропозиції, яка стала візитною карткою усієї економічної науки. Перетин кривих попиту і пропозиції нагадує ножиці, або хрест.

## «Принципи економічної науки»
Вихід у світ першого тому «Принципів економічної науки» А. Маршалла у 1890 році відразу став значною подією. «Пелл-Мелл газет» писала: «Виникла „нова політекономія“, а „стара“ політична економія — ця лиховісна наука, котра розглядала індивідуальну людину як винятково егоїстичну і скупу тварину, а державу — лише як масу таких тварин, пішла в минуле».

## Наукові праці
- The pure theory of foreign trade and the pure theory of domestic values, L., 1879,
- «Економіка промисловості» (The Economics of Industry,1879, у співавторстві з дружиною Мері Пейлі),
- «Принципи економічної науки» (Principles of Economics, 1890—1891),
- «Елементи економіки промисловості» (Elements of the Economics of Industry, 1892),
- «Промисловість і торгівля» (Industry and Trade, 1919),
- «Гроші, кредит і торгівля» (Money, Credit and Commerce, 1922).

Наприкінці життя мав наміри написати книгу «Прогрес: його економічні умови», але здійснити це не встиг.

## Товариство імені Маршалла
У 1927 році співробітники Кембриджського університету для вивчення творчої спадщини А. Маршалла створили Маршалліанське товариство. Серед перших членів товариства були відомі англійські економісти: Дж. М. Кейнс, Н. Калдор, Дж. Робінсон.
У теперішній час членами товариства є як викладачі, так й студенти Кембриджа. Товариство щорічно проводить низку заходів, включаючи лекції, зустрічі з іноземними експертами, а також щорічний благодійний обід (Marshall Society Charity Dinner).
Товариство публікує журнал «The Cambridge Economist».